# Hoodoo (chanson)
Pour les articles homonymes, voir Hoodoo.
Pistes de Black Holes & Revelations
City of Delusion
(9) Knights of Cydonia
(11)
Hoodoo est un titre du groupe Britannique Muse, se trouvant sur leur quatrième album, Black Holes & Revelations sorti en 2006.

## Description
C'est un morceau de rock progressif très travaillé dans lequel on ressent l'influence de Piotr Tchaïkovski, notamment dans le passage central, avec de puissants accords au piano similaires à ceux utilisés par Tchaïkovski dans le début du premier mouvement de son premier Concerto pour piano.
On remarque également sur cette chanson l'inspiration venant du compositeur Italien Ennio Morricone et ses musiques cinématographiques classiques. On retrouve aussi cette marque dans les titres que sont City Of Delusion et Knights of Cydonia.
Durant le très impressionnant Live au Stade Wembley en juin 2007, Matthew Bellamy est présent au piano pendant tout le morceau, ce qui lui a permis de faire quelques improvisations dignes des célèbres pianistes et compositeurs dont le groupe s'inspire. On remarque également que le bassiste Chris Wolstenholme, utilise une guitare électrique durant tout le morceau.